# Saint-Priest-la-Vêtre
Saint-Priest-la-Vêtre är en kommun i departementet Loire i regionen Auvergne-Rhône-Alpes i centrala Frankrike. Kommunen ligger i kantonen Noirétable som tillhör arrondissementet Montbrison. År 2022 hade Saint-Priest-la-Vêtre 141 invånare.

## Befolkningsutveckling
Antalet invånare i kommunen Saint-Priest-la-Vêtre
| Referens: INSEE |